# Moškatno govedo
Moškatno govedo (znanstveno ime Ovibos moschatus) je arktična vrsta votlorogov, znana po svoji dolgi dlaki in močnem rogovju, predvsem pa izločku samcev - moškatu z značilnim vonjem, po kateri je ta vrsta dobila svoje ime.
Izvorno živi v arktičnih predelih Severne Amerike (Kanada, Aljaska) ter na Grenlandiji. V 20. stoletju je bil vnesen tudi v Skandinavijo in Sibirijo, kjer se uspešno razmnožuje.